# Hoya pallilimba
Hoya pallilimba är en oleanderväxtart som beskrevs av Kleijn och Donkelaar. Hoya pallilimba ingår i släktet Hoya och familjen oleanderväxter. Inga underarter finns listade i Catalogue of Life.